# あした晴れるか (映画)
『あした晴れるか』（あしたはれるか）は、1960年10月26日に公開された、中平康監督の日本の映画。東京新聞に連載されていた菊村到原作の映画化で、石原裕次郎がカメラマンに扮する。

## キャスト
- 石原裕次郎 : 三杉耕平
- 芦川いづみ : 矢巻みはる
- 渡辺美佐子 : 矢巻しのぶ
- 杉山俊夫 : 矢巻昌一
- 信欣三 : 矢巻泰助
- 嵯峨善兵 : 吉田のおじさん
- 高野由美 : 矢巻多賀子
- 中原早苗 : 梶原セツ子
- 安部徹 : 根津保
- 草薙幸二郎 : 黒住五郎
- 藤村有弘 : 板倉茂夫
- 庄司永建 : 下田仁
- 殿山泰司 : 植松伊之助
- 宮城千賀子 : 植松クルミ
- 西村晃 : 宇野
- 東野英治郎 : 梶原清作
- 三島雅夫 : 宮下満

## スタッフ
- 監督 ：中平康
- 脚本 ：池田一朗、中平康
- 音楽 : 黛敏郎
- 撮影 : 岩佐一泉
- 企画 : 坂上静翁

## 併映作品
- 『よせよ恋なんて』